# Micha Hoogewoud
Micha Hoogewoud (Amsterdam, 5 september 1978) is een Nederlandse voormalige handbalkeeper die tot 2011 uitkwam voor Aalsmeer.
Hoogewoud werd in 2009 uitgeroepen tot beste keeper van de eredivisie.
In 2019 ging hij het derde team van Aalsmeer trainen.